# 1949年国家领导人列表
本列表列出1949年各国家的最高领导人、国家元首、政府首脑及其他重要领导人。

## 非洲
- 埃及王國
  - 君主 - 法鲁克一世， 埃及国王 （1936–1952）
  - 首相 -
    1. 易卜拉欣·阿卜杜勒·哈迪·帕沙（英语：Ibrahim Abdel Hady Pasha）， 埃及总理 （1948–1949）
- 埃塞俄比亚帝国
  - 君主 - 海尔·塞拉西一世， 埃塞俄比亚皇帝 （1930–1974）
  - 首相 - 恩达卡丘·马康南（英语：Makonnen Endelkachew）， 埃塞俄比亚总理 （1942–1957）
- 利比里亚
  - 总统 - 威廉·杜伯曼， 利比里亚总统列表 （1944–1971）
- 南非聯邦
  - 君主 - 乔治六世， 南非君主 （1936–1952）
  - 总督 - 吉迪翁·布兰德·范齐尔， 南非總督 （1946–1951）
  - 總理 -
    1. 丹尼尔·马兰， 南非总理 （1948–1954）

## 亚洲
- 阿富汗
  - 君主 - 穆罕默德·查希尔沙， 国王 （1933–1973）
  - 首相 - 沙赫·马穆德·克汗（英语：Shah Mahmud Khan）， 阿富汗总理 （1946–1953）
- 不丹
  - 君主 - 吉格梅·旺楚克， 不丹国王（英语：List of rulers of Bhutan） （1926–1952）
  - 首相 - 索南·托杰·多吉， 不丹首席部长（英语：List of prime ministers of Bhutan） （1917–1952）
- 緬甸
  - 英屬緬甸于1948年1月4日独立
  - 总督 - 休伯特·兰斯（英语：Hubert Rance）， 缅甸总督（英语：List of colonial heads of Burma） （1945–1948）
  - 总统 - 苏瑞泰， 缅甸总统 （1948–1952）
  - 总理- 吴努， 缅甸总理 （1948–1956）
- 錫蘭
  - 英屬錫蘭于1948年1月4日独立
  - 君主 - 乔治六世， 联合王国及其海外治领的国王（英语：List of heads of state of Sri Lanka） （1948–1952）
  - 总督 - 亨利·蒙克-梅森·穆尔（英语：Henry Monck-Mason Moore）， 英屬錫蘭總督（英语：British governors of Ceylon） （1944–1948）， 錫蘭總督 （1948–1949）
  - 总理 - 斯蒂芬·森纳那亚克， 斯里兰卡总理 （1947–1952）
- 中華民國
  - 总统 - 蔣中正， 中華民國總統 （1948–1949）
  - 总理 -
    1. 張群， 行政院院長 （1947–1948）
    2. 翁文灝， 行政院院長 （1948）
    3. 孫科， 行政院院長 （1948–1949）

  -  中国共产党 （未参加政府的叛乱势力）
    - 主席 - 毛泽东，中央委员会主席（1945–1976）

  -  藏區 （未宣布独立的自治政府）
    - 君主 - 第十四世达赖喇嘛， 达赖喇嘛 （1939–）
      - （丹增嘉措1950年受封，于1951年接受中国主权管辖，于1959年流亡印度，于2011年辞去流亡政府职务）
- 印度
  - 君主 - 乔治六世， 印度君主列表 （1947–1950）
  - 总督 -
    1. 第一代緬甸的蒙巴頓伯爵路易斯·蒙巴頓， 印度总督 （1947–1948）
    2. 查克拉瓦尔蒂·拉贾戈巴拉查理， 印度总督 （1948–1950）

  - 首相 - 贾瓦哈拉尔·尼赫鲁， 印度总理 （1947–1964）
- 印度尼西亞 （未受承认的分离势力）
  - 总统 - 蘇卡諾， 印度尼西亚总统 （1945–1967）
  - 总理 -
    1. 阿米尔·谢里夫丁， 印度尼西亚总理 （1947–1948）
    2. 穆罕默德·哈达， 印度尼西亚总理 （1948–1950）
- 巴列维王朝
  - 君主 - 穆罕默德-礼萨·巴列维， 沙阿 （1941–1979）
  - 首相 -
    1. 易卜拉欣·哈基米， 伊朗總理 （1947–1948）
    2. 阿卜杜勒侯賽因·哈茲爾， 伊朗總理 （1948）
    3. 穆罕默德·沙伊德， 伊朗總理 （1948–1950）
- 伊拉克
  - 君主 - 費薩爾二世， 伊拉克国王 （1939–1958）
  - 摄政 - 王储阿布杜勒·伊拉，伊拉克摄政（英语：List of regents） （1941–1953）
  - 首相 -
    1. Salih Jabr（英语：Salih Jabr）， 伊拉克总理 （1947–1948）
    2. Muhammad as-Sadr（英语：Muhammad as-Sadr）， 伊拉克总理 （1948）
    3. Muzahim al-Pachachi（英语：Muzahim al-Pachachi）， 伊拉克总理 （1948–1949）
- 以色列
  - 以色列于1948年5月14日在巴勒斯坦託管地宣布独立
  - 最高长官 - Alan Cunningham（英语：Alan Cunningham）， 巴勒斯坦最高长官（英语：High Commissioners of Palestine） （1945–1948）
  - 总统 -
    1. 大卫·本-古里昂， 以色利临时国会主席（英语：Provisional State Council） （1948）
    2. 哈伊姆·魏茨曼， 以色利总统 （1948–1952）

  - 首相 - 大卫·本-古里昂， 以色列总理 （1948–1954）
- 日本 同盟國軍事佔領日本
  - 君主 - 昭和天皇， 天皇 （1926–1989）
  - 首相 -
    1. 片山哲，內閣總理大臣（1947–1948）
    2. 芦田均，內閣總理大臣（1948）
    3. 吉田茂，內閣總理大臣（1948–1954）

  - 军事长官-道格拉斯·麦克阿瑟，駐日盟軍總司令（1945–1951）
- 北朝鲜 (苏联占领-朝鲜民主主义共和国)
  - 蘇聯民政廳管辖下的大韩民国临时政府于1948年9月3日独立
  - 苏联首席长官-Gennady Korotkov，苏联在朝鲜首席指挥官（1947–1948）
  - 中央委员会委员长-金枓奉，朝鲜劳动党（1946–1949）
  - 中央委员会委员长-金日成，朝鲜劳动党（1949–1966）
  - 国家元首-金枓奉，最高人民会议常任委员长（1947–1957）
  - 首相-金日成，内阁首相（1946–1972）
- 南朝鲜 (美军占领-大韩民国第一共和国)
  - 駐朝鮮美國陸軍司令部軍政管辖下的大韩民国临时政府于1948年8月15日独立
  - 美军长官-威廉·弗里希·迪安，美国在朝鲜军事长官（1947–1948）
  - 总统-李承晚，大韩民国总统（1948–1960）
  - 总理-李範奭，大韓民國國務總理（1948–1950）
- 黎巴嫩
  - 总统-贝沙拉·扈利，黎巴嫩总统（1943–1952）
  - 首相-Riad Al Solh（英语：Riad Al Solh），黎巴嫩总理（1946–1951）
- 蒙古
  - 中央委员会总书记-尤睦佳·泽登巴尔，蒙古人民革命黨（1940–1954）
  - 国家元首-冈奇金·布曼增迪，主席团主席（1940–1953）
  - 总理-霍尔洛·乔巴山，部长会议主席（1939–1952）
- 马斯喀特和阿曼苏丹国
  - 君主-赛义德·本·泰穆尔，阿曼苏丹（1932–1970）
- 尼泊爾
  - 君主-特里布万，尼泊尔君主列表（1911–1950）
  - 首相-
    1. 帕德瑪·薩馬舍爾·江格·巴哈杜爾·拉納，尼泊尔首相（1945–1948）
    2. 莫亨·沙姆谢尔·忠格·巴哈杜尔·拉纳（英语：Mohan Shamsher Jang Bahadur Rana），尼泊尔首相（1948–1951）
- 巴基斯坦
  - 君主-乔治六世，巴基斯坦自治領（1947–1952）
  - 总督-
    1. 穆罕默德·阿里·真納，巴基斯坦总督（1947–1948）
    2. 卡瓦贾·纳兹穆丁，巴基斯坦总督（1948–1951）

  - 首相-利雅卡特·阿里·汗，巴基斯坦总理（1947–1951）
- 菲律賓
  - 总统-
    1. 曼努埃爾·羅哈斯（菲律賓），菲律宾总统（1946–1948）
    2. 埃爾皮迪奧·基里諾，菲律宾总统（1948–1953）
- 沙烏地阿拉伯
  - 君主-阿卜杜勒-阿齐兹·本·阿卜杜拉赫曼·本·费萨尔·阿勒沙特，沙特阿拉伯国王（1902–1953）
- 泰國
  - 君主-普密蓬·阿杜德，扎克里王朝（1946–2016）
  - 摄政-猜纳亲王朗西·拍裕沙迪（英语：Rangsit Prayurasakdi），攝政（1946–1951）
  - 首相-
    1. 宽·阿派旺，暹罗首相（1947–1948）
    2. 銮披汶·颂堪，暹罗首相（1948–1957）
- 叙利亚（英语：Syrian Republic (1946–63)）
  - 总统-舒克里·库瓦特利，叙利亚总统（1943–1949）
  - 首相-
    1. Jamil Mardam Bey（英语：Jamil Mardam Bey），叙利亚总理（1946–1948）
    2. Khalid al-Azm（英语：Khalid al-Azm），叙利亚总理（1948–1949）
- 外约旦
  - 君主-阿卜杜拉一世，约旦君主（1921–1951）
  - 首相-Tawfik Abu al-Huda（英语：Tawfik Abu al-Huda），外约旦首相（1947–1950）
- 土耳其
  - 总统-伊斯麦特·伊诺努，土耳其总统（1938–1950）
  - 首相-哈桑·萨卡，土耳其首相（英语：Prime minister of Turkey）（1947–1949）
- 北越南 （越南民主共和国）
  - 国家元首-胡志明，国家主席（1945–1969）
  - 总理-胡志明，政府总理（1945–1955）
- 南越南 （越南国）
  - 国家元首-阮文春（中將），总统（1947–1949）
- 葉門穆塔瓦基利亞王國
  - 君主-
    1. Yahya Muhammad Hamid ed-Din，也门国王（英语：List of monarchs of Yemen）（1904–1948）
    2. AbdullahibnAhmadal-Wazir，也门国王（英语：List of monarchs of Yemen）（1948）
    3. Ahmad bin Yahya（英语：Ahmad bin Yahya），也门国王（英语：List of monarchs of Yemen）（1948–1955）

  - 首相-
    1. AliibnAbdullahal-Wazir，也门总理（1948）
    2. Hassan ibn Yahya（英语：Hassan ibn Yahya），也门总理（1948–1955）